# Belvedere auf dem Klausberg

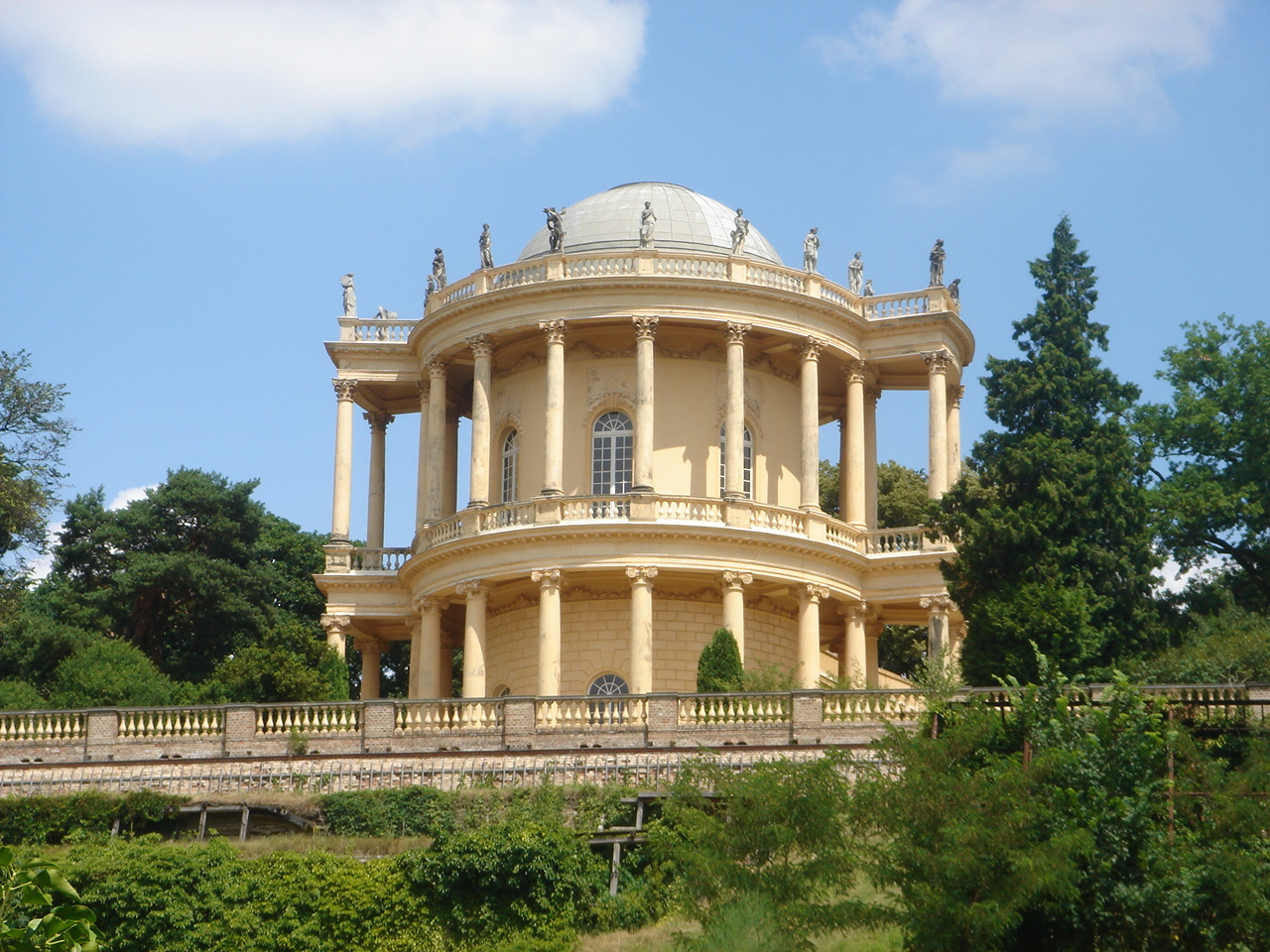
Belvedere auf dem Klausberg

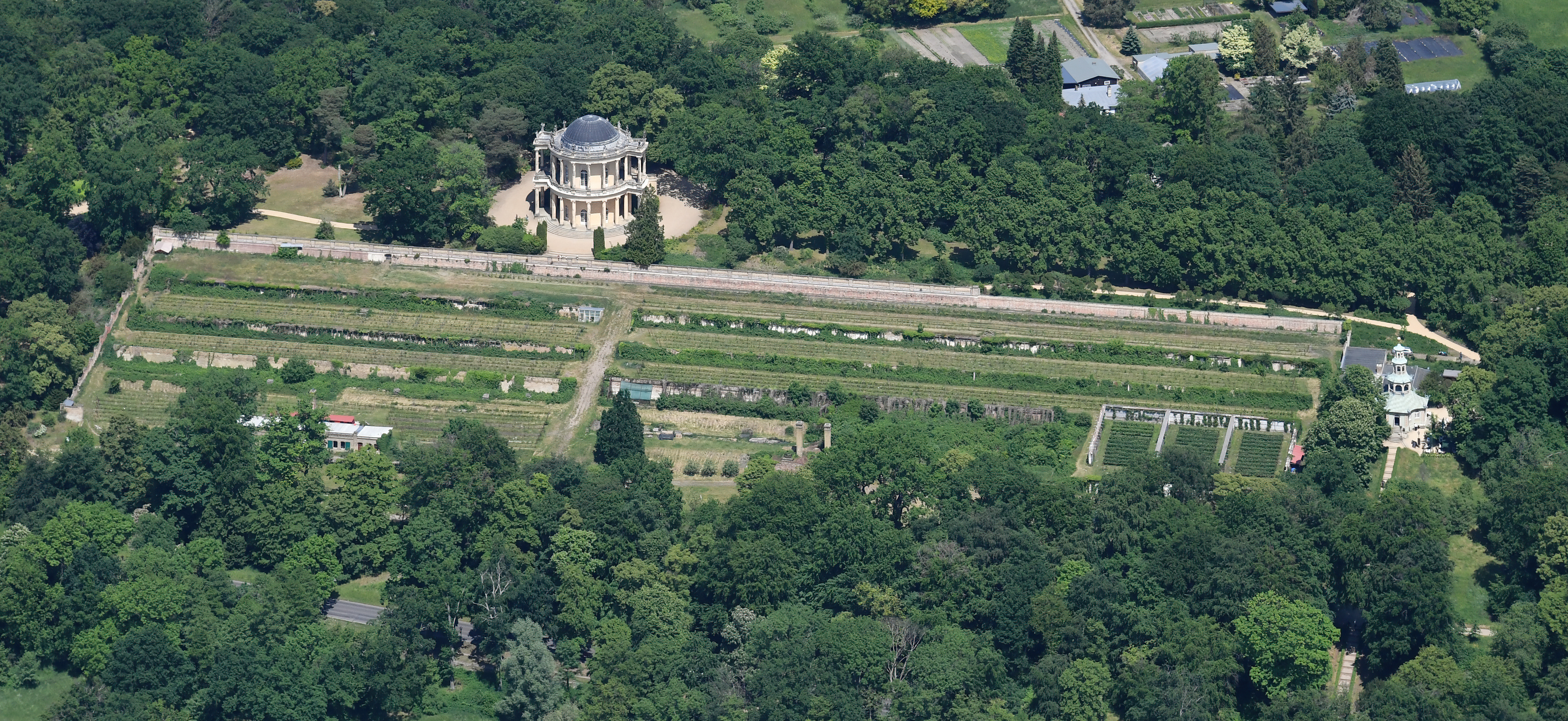
Luftbild des Belvederes und des Weinbergs

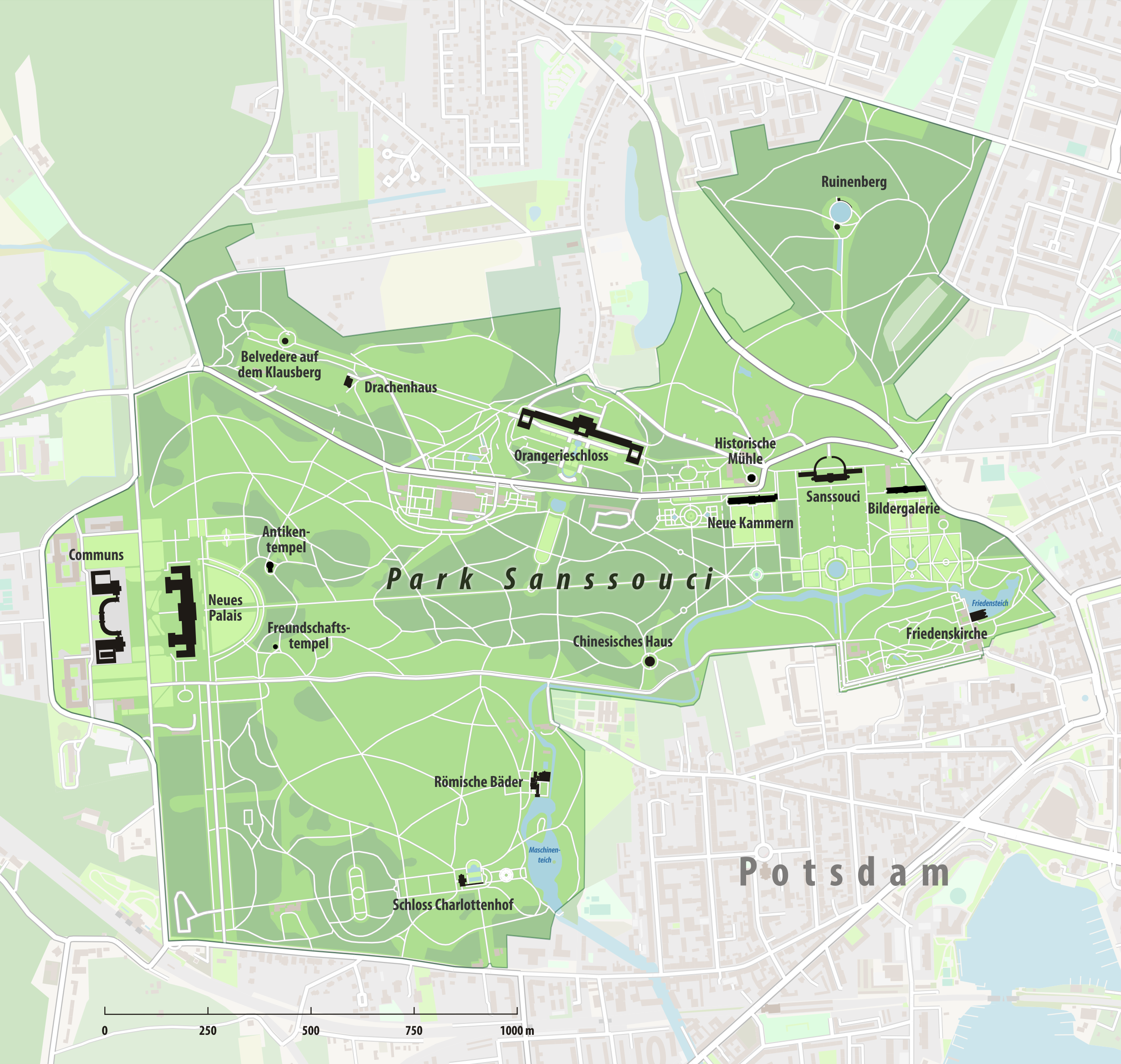
Das Belvedere auf dem Klausberg liegt im nordwestlichen Teil der Parkanlage von Sanssouci.

Das Belvedere auf dem Klausberg ist ein zwischen 1770 und 1772 entstandenes Aussichtsgebäude auf dem namengebenden Klausberg in Potsdam, nordwestlich des Parks Sanssouci. Nach den Vorgaben Friedrichs II. erstellte der Baumeister Georg Christian Unger den Entwurf. In der damaligen Residenzstadt war es das erste gemauerte Belvedere und das letzte, in friderizianischer Zeit errichtete Bauwerk mit Beziehung zum Park.
Das Belvedere auf dem Klausberg wird von der Stiftung Preußische Schlösser und Gärten Berlin-Brandenburg (SPSG) verwaltet und gehört als Teil der Berlin-Potsdamer Kulturlandschaft zum UNESCO-Welterbe.

## Geschichte

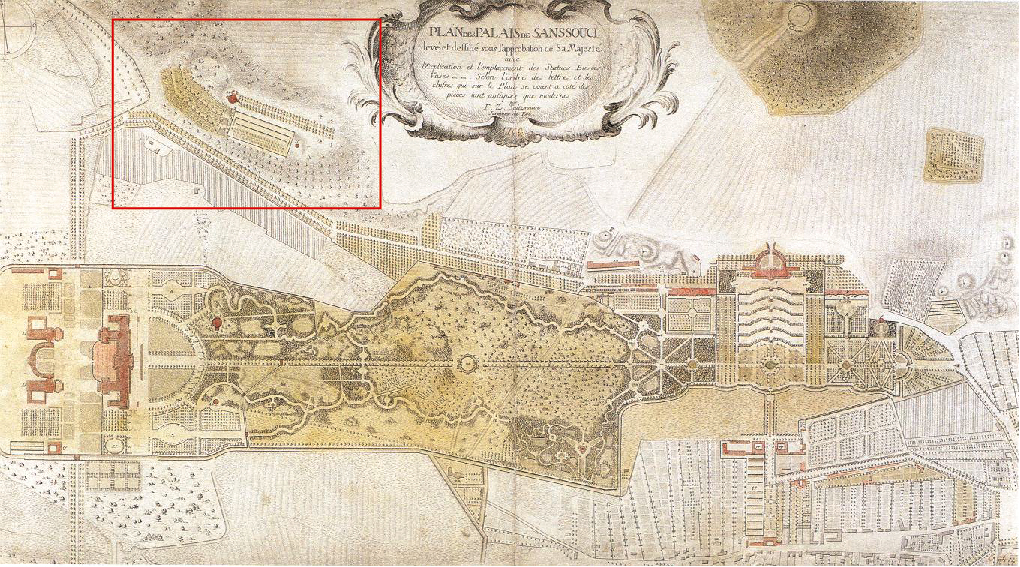
Lage des Belvederes im Plan des friderizianischen Parks Sanssouci von Friedrich Zacharias Saltzmann, 1772

Nach der Vollendung des Neuen Palais im Jahr 1769 plante Friedrich II. die Verschönerung der näheren Umgebung. Am Nordrand des Parks Sanssouci begannen außerhalb des Parkgeländes die Arbeiten für eine gärtnerische Nutzung. Am Südhang des Klausbergs wurde ein Weinberg mit Reben und Obstbäumen angelegt, der den königlichen Hof mit Früchten versorgte. Zur architektonischen Verschönerung wurden mehrere Gebäude geplant, von denen lediglich das Belvedere und das zeitgleich errichtete Drachenhaus zur Ausführung kamen. Neben seiner schmückenden Funktion diente das Belvedere seinem Namen entsprechend der schönen Aussicht auf den Park, die Stadt und das Umland.
Zum Ende des Zweiten Weltkriegs wurde das Gebäude fast vollständig zerstört. Durch Artilleriebeschuss im April 1945 brannte es aus und konnte in den folgenden Jahrzehnten nur notdürftig gesichert werden. Die Münchner Messerschmitt Stiftung entschied 1990, den Wiederaufbau zu finanzieren. Nach dem Abschluss der Restaurierungsarbeiten am Außenbau und der Wiederherstellung des oberen Saales wurde das Belvedere 2002 wieder der Stiftung Preußische Schlösser und Gärten Berlin-Brandenburg übergeben.

## Architektur
Als Vorlage für die von Georg Christian Unger erstellten Entwürfe für das Aussichtsgebäude diente eine Zeichnung des italienischen Archäologen Francesco Bianchini aus dessen 1738 veröffentlichten Band Del Palazzo de´ Cesari. Biancini hatte den Versuch unternommen, den Kaiserpalast auf dem Palatin im antiken Rom zu rekonstruieren. Er stützte sich dabei lediglich auf Überlieferungen antiker Schriftsteller, Ruinen und die Darstellung eines tempelartigen Brunnengebäudes auf einer Münze, das sich auf dem unter Nero erbauten Marktes macellum magnum in Rom befand. Das antike Geldstück zeigt einen von Säulen umgebenen offenen Rundbau mit einem gewölbten Dach, an dem sich zu beiden Seiten offene Säulengänge anschließen.

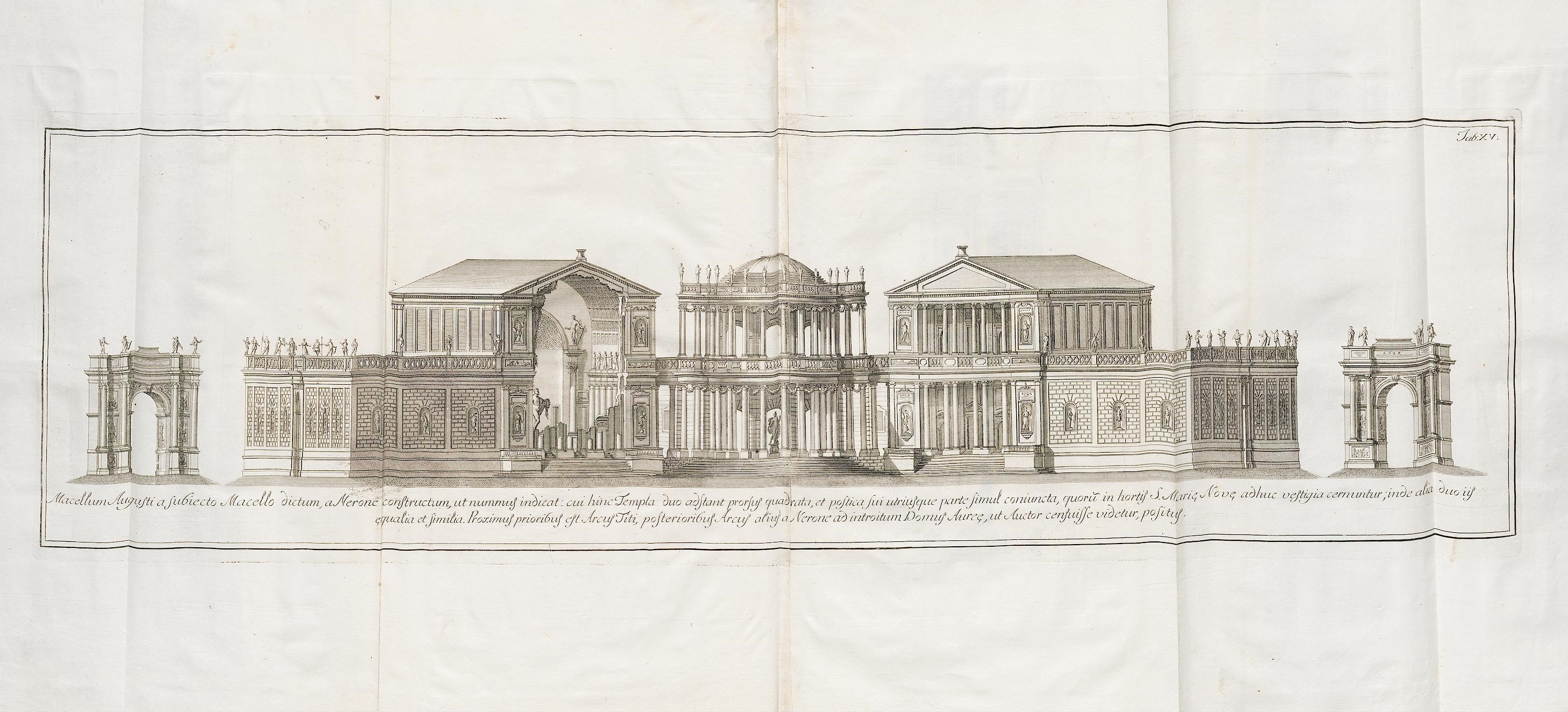
Rekonstruktionszeichnung des kaiserlichen Marktes (Macellum Magnum bzw. Macellum Augusti) in Rom, die als Inspiration für den Bau des Belvedere auf dem Klausberg diente, 1738. Das ovale Gebäude in der Mitte wurde verwendet.
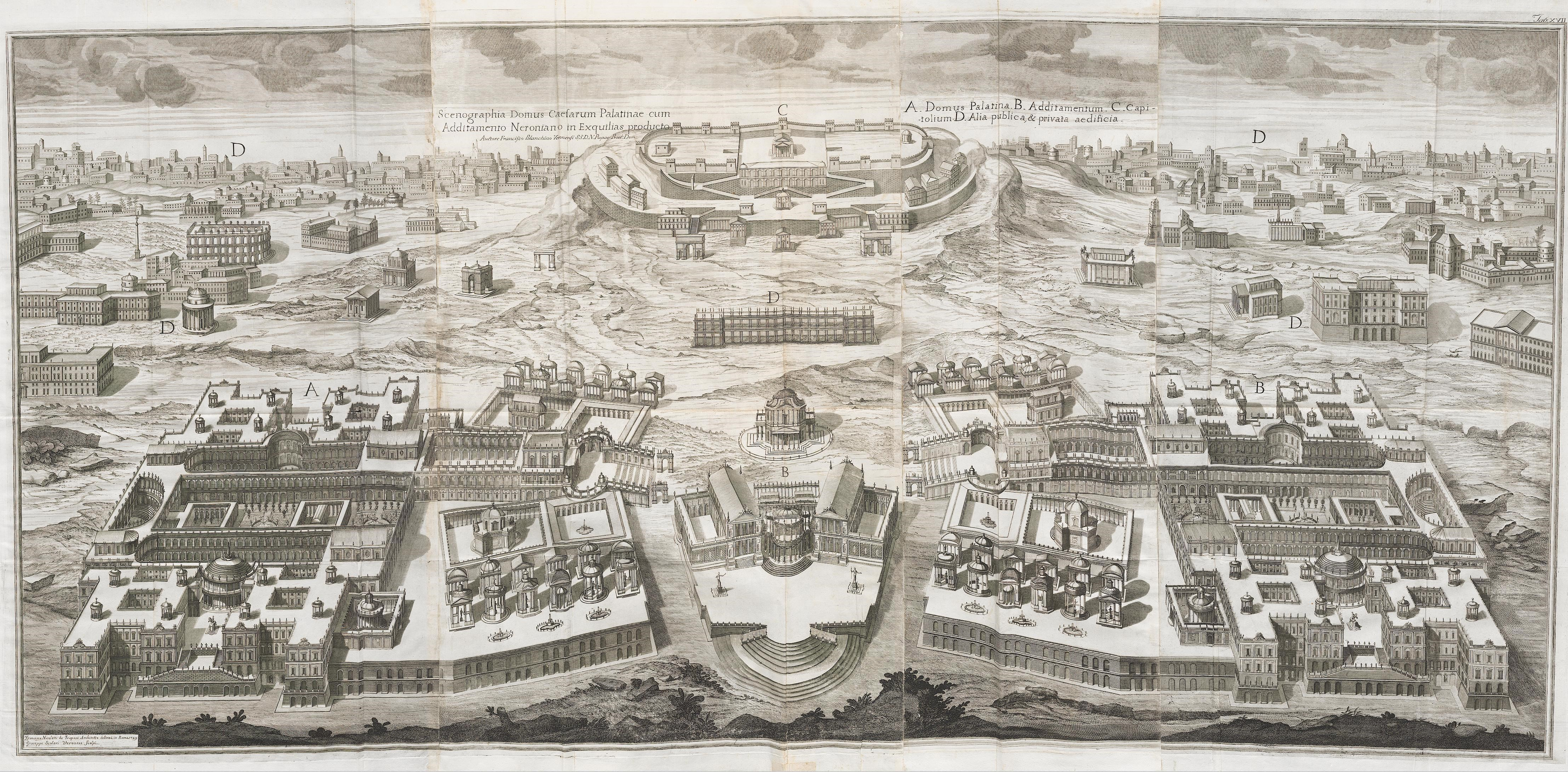
Rekonstruktionszeichnung des Kaiserpalastes in Rom. Unten in der Mitte ist das Gebäude zu sehen, das als Modell für das Belvedere auf dem Klausberg diente.
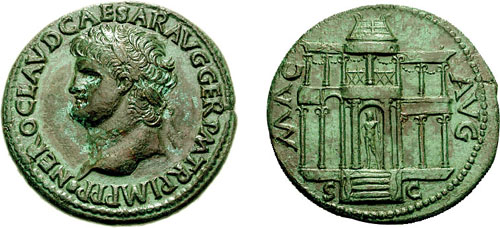
Römische Münze mit dem tempelartigen Brunnengebäude, das als Vorbild für das Belvedere von Klausberg diente.
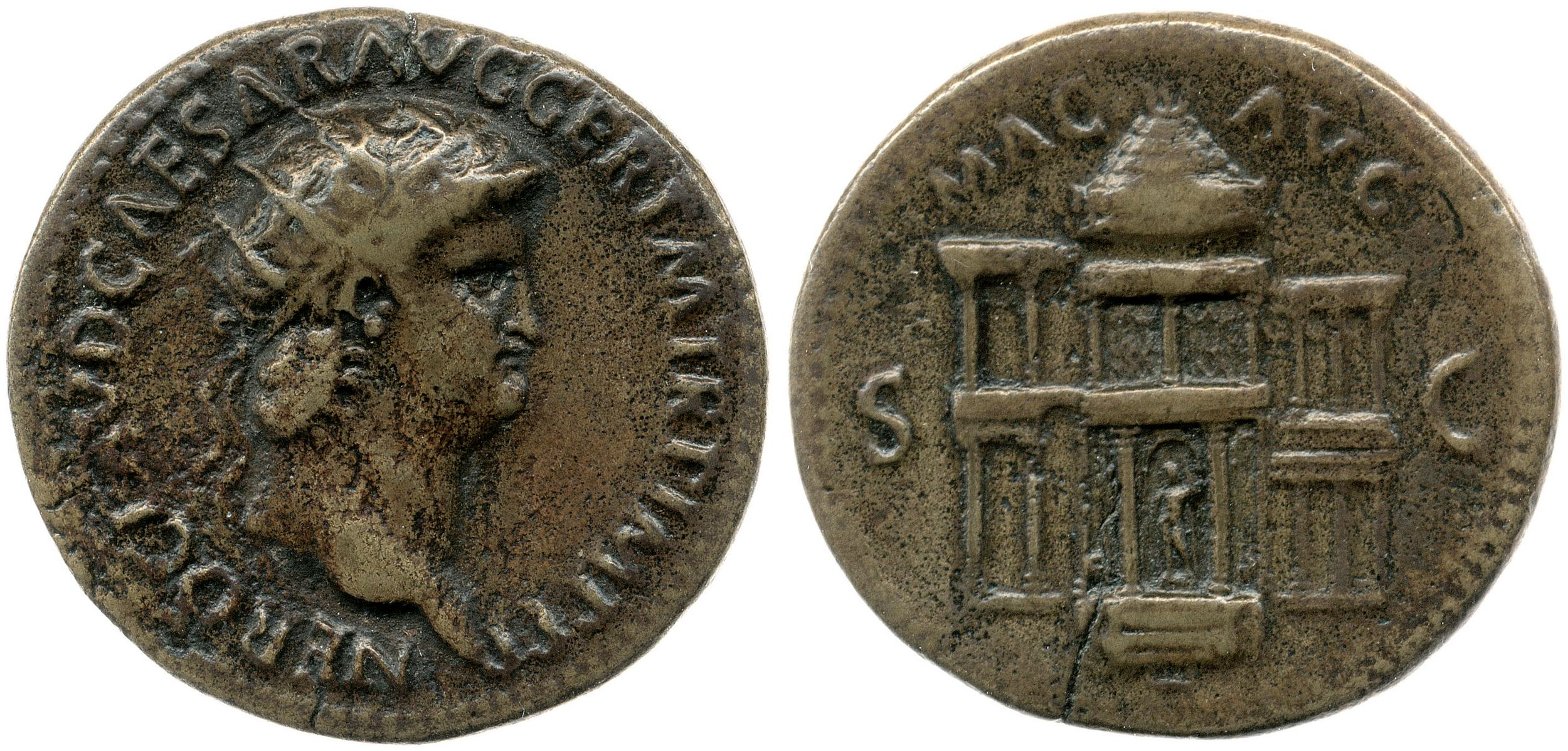
Römische Münze mit dem tempelartigen Brunnengebäude, das als Vorbild für das Belvedere von Klausberg diente.

### Außengestaltung

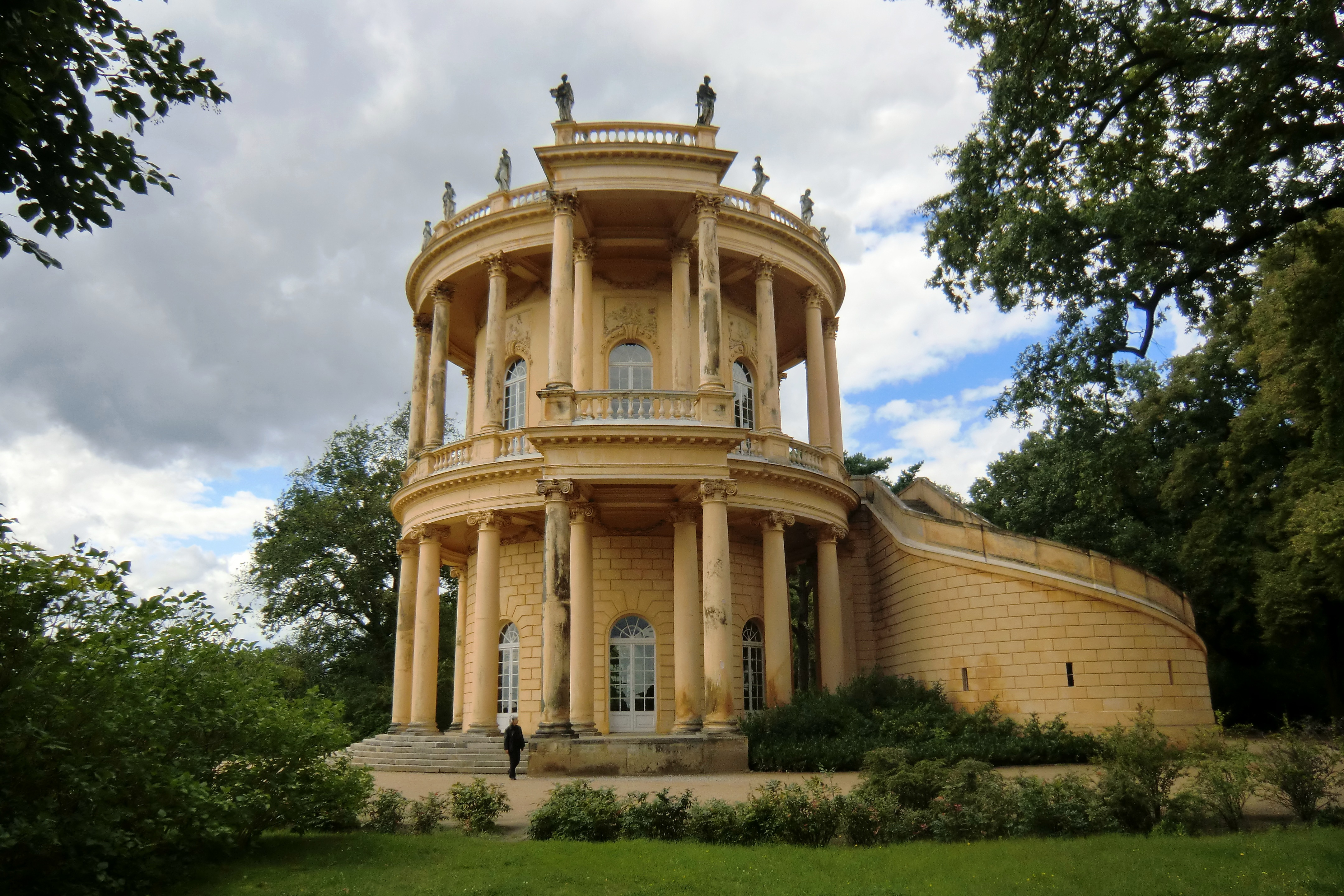
Ostseite des Belvederes auf dem Klausberg

Wie der Brunnentempel aus der Antike ruht auch das Belvedere auf einem runden Grundriss. Das Gebäude ist im unteren Bereich auf einem umlaufenden Podest von zwanzig ionischen Säulen umgeben. Sie stützen wiederum den darüberliegenden Umlauf mit zwanzig korinthischen Säulen. Dem Gebäude sind nach Westen und Osten Altane vorgesetzt. Das Kuppelgeschoss umläuft eine Balustrade mit zwanzig Götterfiguren aus der antiken Mythologie, die dem Gebäude noch einmal optisch an Höhe verleihen. Die Sandsteinfiguren stammten ursprünglich aus den Werkstätten verschiedener Bildhauer und wurden zwischen 1990 und 1994 zum Teil durch Kopien ersetzt. Jeweils acht rundbogige Fenstertüren belichten die zwei übereinander liegenden Säle.
Die im Untergeschoss mit Quaderputz und im Obergeschoss mit Glattputz gestaltete Außenfassade zieren Lorbeerfestons und Puttenreliefs mit Attributen verschiedener Wissenschaften. Für Wartungszwecke führt eine Treppe vom oberen Umgang zur Kuppel. Sie bestand ehemals aus Holz und wurde 1858 durch eine Wendeltreppe aus Eisenkunstguss ersetzt.
Die ursprünglich S-förmige doppelläufige Freitreppe auf der Nordseite wurde 1839 in Hufeisenform umgestaltet, nachdem Feuchtigkeitsschäden eine Sanierung nötig machten. Der innere Bereich der Treppenwangen bekam Lüftungsöffnungen, Bogenfenster und Türen. Bei einer umfassenden zweiten Sanierung 1903 ließ Wilhelm II. zudem einen Anrichte- und Aufenthaltsraum für Bedienstete sowie Sanitäranlagen in die Treppenwangen einbauen, um der kaiserlichen Familie kleine gesellige Aufenthalte in dem Aussichtsgebäude zu ermöglichen.

### Innenraumgestaltung

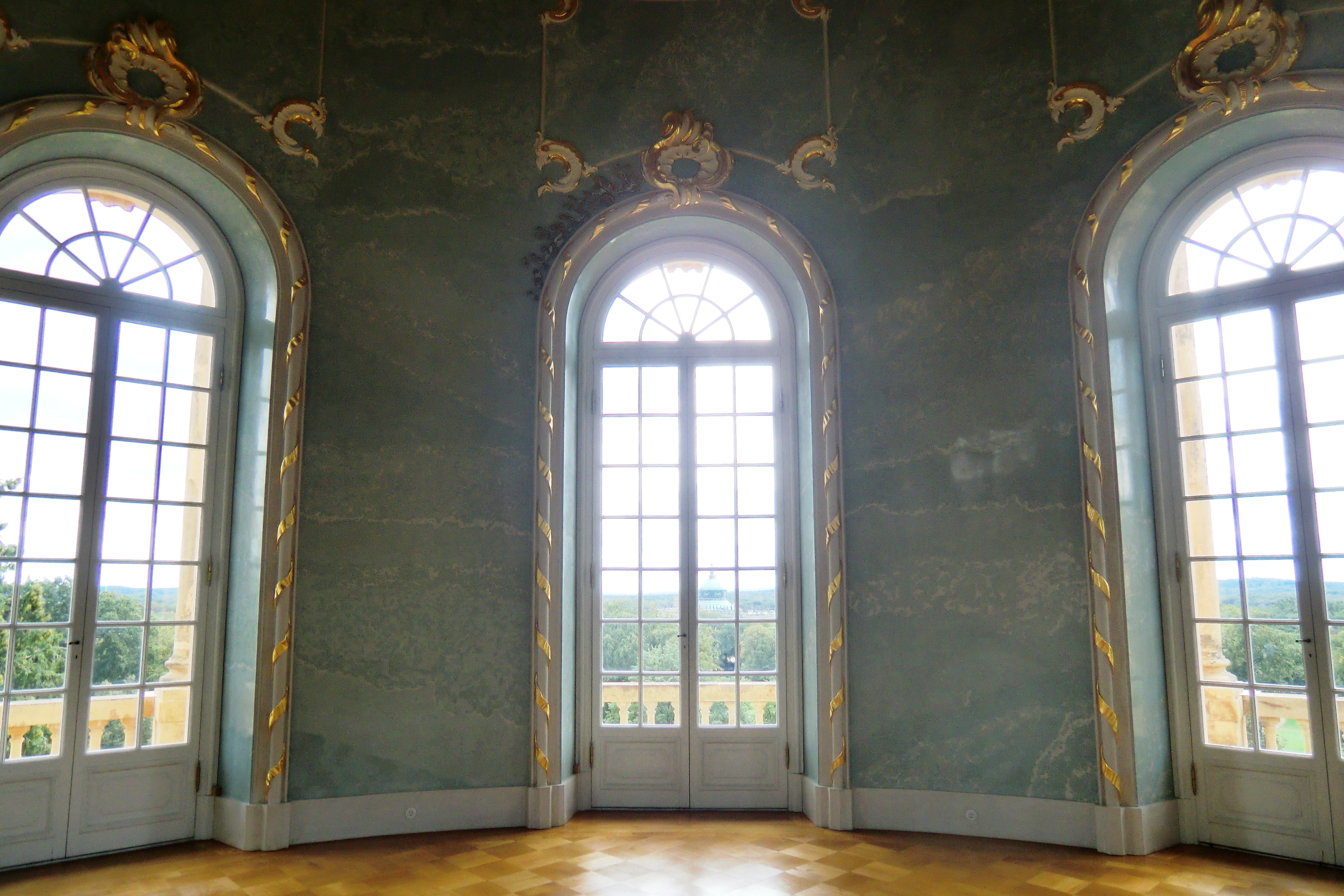
Blick in den oberen Saal

Der untere Rundsaal wurde nach seiner Zerstörung 1945 noch nicht wiederhergestellt. Bei seiner Ausschmückung im 18. Jahrhundert hatte er eine Wandverkleidung aus weißem und grauem schlesischen Marmor und zwischen sowie über den Fenstertüren Flächen aus rotem Jaspis erhalten. Die grauen Marmorplatten des Fußbodens waren in der Mitte in der Form eines achtstrahligen Sterns verlegt, der von einer Kreisfläche mit trapezförmig zugeschnittenen Platten umgeben war. Diese edlen polierten Gesteine verliehen dem Saal einen besonderen Glanz. An der gewölbten Decke wurde das Sternmotiv des Fußbodens wieder aufgenommen, indem weißer Stuckmarmor in Rahmungen, die zur Mitte hin spitz zuliefen, aufgetragen wurde. Die einfache Möblierung bestand aus sechzehn geschnitzten, vergoldeten Tafelstühlen mit roten Sitzpolstern aus Leder.
Im oberen restaurierten Rundsaal ist auf die Wandfläche zartgrüner (seladon) marmorierter Stuckmarmor aufgetragen, der je nach Lichteinfall zartblau schimmert. Vergoldete Ornamente aus Gips umrahmen die Fenstertüren. Der Parkettfußboden erhielt ein aus verschiedenen Hölzern gelegtes Trapezmuster. Das ehemals von Karl Christian Wilhelm Baron (1737–nach 1775) und Friedrich Wilhelm Bock gemalte Deckenbild mit der Darstellung von Wolken und verschiedenen Vögeln konnte nach einem Schwarz-Weiß-Foto ebenfalls wiederhergestellt werden. Die Gestaltung des oberen Saales verstärkte den Eindruck, sich in luftiger Höhe aufzuhalten. Wie im unteren Saal bestand auch hier die Möblierung lediglich aus sechzehn geschnitzten, vergoldeten Tafelstühlen, die zur Wandfarbe passend mit grünen Sitzpolstern aus Saffianleder bezogen waren.